# Scene di lotta di classe a Beverly Hills
Scene di lotta di classe a Beverly Hills (Scenes from the Class Struggle in Beverly Hills) è un film del 1989 diretto da Paul Bartel e interpretato da Jacqueline Bisset.

## Trama
Clare Lipkin ha una vita complicata: suo marito Sidney è morto da poco, ma lei è perseguitata dal suo fantasma; la sua amica Lisabeth Hepburn-Saravian le si è piazzata in casa e la stressa; l'ex di Lisabeth, il libidinoso Howard, aggiunge ulteriore scompiglio; infine, ci sono i problemi familiari e la gestione della casa.
In tutto questo, due dipendenti fanno una scommessa: Juan (domestico di Lisabeth) e Frank (autista di Clare) cercheranno di sedurre ciascuno la padrona dell'altro; chi ci riesce per primo vince. Il bisessuale Frank scommette denaro, ma costringe Juan a promettere che avranno un rapporto sessuale se Juan perdesse. Dopo numerosi tentativi di entrambi, Juan batte l'amico sul tempo ma sostiene di aver perso e dorme con Frank comunque.